# Rifugio Val di Fumo
Il rifugio Val di Fumo  è un rifugio situato nel comune di Valdaone (TN)  nel gruppo dell'Adamello, a  1997 m s.l.m.

## Accessi
Il rifugio è accessibile dalla val di Daone.

## Traversate
- Rifugio Carè Alto
- Rifugio ai caduti dell'Adamello

## Galleria d'immagini

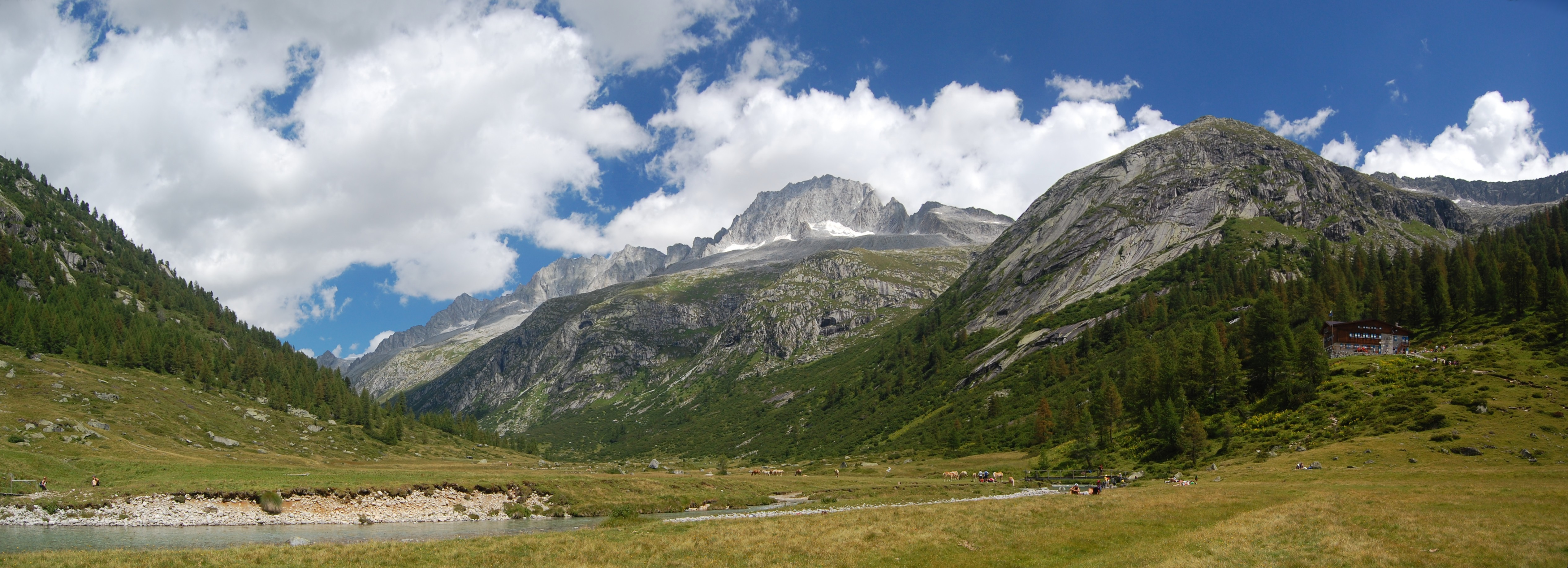
La val di Fumo vista verso nord, a destra il rifugio Val di Fumo